# Planwerk (Berlin)
Das Planwerk ist ein städtebaulicher Masterplan für den Inneren Bereich von Berlin. Die Stadtplanung konzentrierte sich in den 1990er Jahren darauf, die nun wieder zusammengehörige Stadt zu überplanen. Dabei legte man den Schwerpunkt auf die Bereiche Innenstadt, Nordosten, Westen und Südosten, für die jeweils eigene Planwerke erstellt wurden. Der Anspruch, die städtebaulich markanten Berliner Blöcke an vielen Stellen der Stadt wiederherzustellen, führte zu kontroversen Diskussionen. Jedoch wurden die Ergebnisse der Planung als Leitbild für die weitere städtebauliche Entwicklung festgeschrieben.

## Planwerk Innenstadt
Das Planwerk für die Innenstadt wurde am 18. Mai 1999 vom Berliner Senat als städtebauliches Leitbild beschlossen. Das Ursprungskonzept wurde unter Leitung von Peter Strieder von seinem Senatsbaudirektor Hans Stimmann entwickelt. In der einsetzenden langjährigen, schwierigen Diskussion gab es mehrere entgegengesetzte Strömungen. So entstanden Pläne für einen hochhausumschlossenen Alexanderplatz, genauso wie historisierende Entwürfe, die sich an die Vorkriegszeit anlehnten. Eine besondere Rolle kam dabei dem geplanten Wiederaufbau des Berliner Stadtschlosses zu, da es für die historischen Bauten einen Bezugspunkt darstellte. Die Planungen zum Stadtschloss selbst wurden als eigenes Verfahren aus dem Planwerk herausgenommen.
Das Planwerk Innenstadt ist in einzelne Planungswerkstätten unterteilt:
- Breitscheidplatz – dieser Bereich um den Bahnhof Zoo und die Gedächtniskirche soll modernisiert werden und durch einige neue, zumeist hohe Gebäude ergänzt werden. Das Zoofenster an der Joachimsthaler Straße, ein Hochhausneubau, der vom Architekten Richard Rogers 1992 entworfen wurde, ist seit 2013 fertiggestellt. Des Weiteren wurde ein zweites Hochhauses gebaut: Das Upper West (ursprünglich: Atlas Tower) ist mit 119 m das höchste Gebäude am Breitscheidplatz.
- Lietzenburger Straße – die Lietzenburger Straße ist heute (Stand: 2024) ein breiter Straßenzug, der durch eine engere und straßenbündige Bebauung mehr städtischen Charakter erhalten soll.
- Kulturforum – das gleich neben dem Potsdamer Platz liegende Kulturforum wurde nach Plänen Hans Scharouns entworfen, aber nie vollendet. Die neuen Pläne sehen vor, es zwar im Kontrast zur dichten Bebauung des Potsdamer-Platz-Ensembles zu entwickeln, aber zugleich dessen Nähe zu nutzen.
- Spittelmarkt – die Planung für den Spittelmarkt sieht eine vollkommene Umgestaltung der jetzigen Situation vor. Der Querschnitt der Leipziger und der Gertraudenstraße soll erheblich verringert werden und über die zu verbreiternde Gertraudenbrücke geführt werden. Die Neue Gertraudenbrücke wird abgerissen. Nach Abbruch des zweigeschossigen Bekleidungsgeschäftes auf der Südseite ist die Verbindung zwischen Spittelmarkt und Lindenstraße über die Axel-Springer-Straße wiederhergestellt worden. Durch die geplante Bebauung soll die historische Platzfigur des Spittelmarktes wiedergewonnen werden. Des Weiteren soll auch eine Straßenbahnlinie zusätzlich über den Platz geführt werden. Da die Leipziger Straße eine der wichtigsten Ost-West-Verkehrsachsen in diesem Bereich darstellt, sind die verkehrstechnischen Planungen bzw. Einschränkungen für Autofahrer umstritten.
- Molkenmarkt – der Molkenmarkt stellt einen östlichen Knotenpunkt der Verkehrsachse Leipziger Straße dar. Der Platz ist im Moment durch eine große Verkehrskreuzung allerdings als solcher kaum wahrnehmbar; er soll durch eine angrenzende Bebauung wieder eingefasst werden. Dazu soll die Straßenführung geändert und durch eine dichtere Bebauung schmaler gestaltet werden. Insbesondere die Verkehrsplanung und die Neubauten vor dem bisher platzdominierendem Stadthaus sind dabei umstritten. Die geplante Straßenbahn soll, von der Leipziger Straße kommend, hier Richtung Spandauer Straße abbiegen.
- Fischerinsel – das Planungsgebiet Fischerinsel liegt zwischen Spittelmarkt im Südwesten und Molkenmarkt im Nordosten. Es soll ähnlich diesen beiden, in Anlehnung an seine Vorkriegsstruktur, verdichtet werden. Im Gegensatz zur Vorkriegsbebauung ist aber eine mehr als doppelt so hohe Neubebauung geplant. So waren vor dem Krieg zwei-, drei- oder vieretagige Bauten vorherrschend und es sollen nun achtgeschossige Bauten mit Wohnungen, Läden, Hotel und Büros entstehen. Die bestehenden sechs Wohnhochhäuser sollen erhalten bleiben und durch eine Straßenrandbebauung von der Gertraudenstraße akustisch abgetrennt werden.
- Luisenstadt – das Planungsgebiet Luisenstadt reicht von der Fischerinsel im Norden bis zum Landwehrkanal im Süden. Es war bis zum Mauerfall geteilt und soll nun wieder als ein einheitliches Gebiet entwickelt werden. Schwerpunkt ist das Schließen von Lücken und eine straßenbündige Blockrandbebauung.
- Karl-Marx-Allee (Königsstadt) – die Planungen im Bereich Karl-Marx-Allee reichen im Norden bis an die Mollstraße Ecke Landsberger Allee und im Süden bis an die Spree. Ein Schwerpunkt dieser Planung stellt die Wiederherstellung des historischen Verlaufs der Landsberger Straße zwischen Alexanderplatz und Büschingplatz als Promenade mit Radweg dar. Die Umgestaltung um den Platz der Vereinten Nationen soll in einem gesonderten Planungsverfahren bearbeitet werden. Im Süden, bis an die Spree, ist hauptsächlich eine Verdichtung der Stadtstruktur geplant, im Bereich der Schillingstraße die Wiederherstellung einer Straßenrand-Bebauung.

Das Planwerk Innenstadt wurde Anfang 2011 durch das Planwerk Innere Stadt abgelöst. Mit dem Planwerk Innere Stadt wurde das 1999 beschlossene Planwerk Innenstadt sowohl räumlich als auch methodisch erweitert und ergänzt.

## Planwerk Südostraum
Das Planwerk Südostraum unterteilt sich weiter in folgende Vertiefungsräume:
- Adlershof
- Köpenick
- Schöneweide
- Rudow
- Altglienicke
- Schönefeld – u. a. mit dem neuen Berliner Großflughafen BER

## Planwerk Westraum
Das Planwerk Westraum unterteilt sich weiter in folgende Vertiefungsräume:
- Altstadt Spandau/Stresow
- Spreemündung Südhafen/Burgwall
- Gebiet Flughafen Berlin-Tegel
- Gebiet Flugplatz Staaken

## Planwerk Nordost
Das Planwerk Nordost beinhaltet den Vertiefungsraum Buch.